# Подгруппа марганца
Подгру́ппа ма́рганца — химические элементы 7-й группы периодической таблицы химических элементов (по устаревшей классификации — элементы побочной подгруппы VII группы). 
В группу входят переходные металлы марганец Mn, технеций Tc и рений Re. На основании электронной конфигурации атома к этой же группе относится и элемент борий Bh, искусственно синтезированный в 1976 г. группой Юрия Оганесяна из Объединённого института ядерных исследований в Дубне.
Как и в других группах, члены этого семейства элементов проявляют закономерности электронной конфигурации, особенно внешних оболочек, в результате проявляется сходство физических свойств и химического поведения:
Некоторые свойства элементов 7 группы
| Атомный номер | Химический элемент | Электронная оболочка    | Атомный радиус, нм | p, г/см³ | tпл, °C | tкип, °C | ЭО   |
| ------------- | ------------------ | ----------------------- | ------------------ | -------- | ------- | -------- | ---- |
| 25            | марганец, Mn       | 2, 8, 13, 2             | 0,131              | 7,45     | 1244    | 1962     | 1,6  |
| 43            | технеций, Tc       | 2, 8, 18, 13, 2         | 0,136              | 11,5     | 2172    | 4876     | 1,36 |
| 75            | рений, Re          | 2, 8, 18, 32, 13, 2     | 0,137              | 20,53    | 3180    | 5600     | 1,46 |
| 107           | борий, Bh          | 2, 8, 18, 32, 32, 13, 2 |                    |          |         |          |      |

Элементы группы 7 имеют по 7 валентных электронов. Все они являются серебристо-белыми тугоплавкими металлами. В ряду Mn — Tc — Re химическая активность понижается. Электропроводность рения приблизительно в 4 раза меньше, чем вольфрама. Металл этот представляет собой прекрасный материал для изготовления нитей электроламп, более прочных и долговечных, чем обычные вольфрамовые. На воздухе компактный металлический марганец покрывается тончайшей плёнкой окисла, которая предохраняет его от дальнейшего окисления даже при нагревании. Напротив, в мелко раздроблённом состоянии он окисляется довольно легко.

## Распространение в природе
Два из четырёх членов группы — технеций и борий, являются радиоактивными с достаточно коротким периодом полураспада, ввиду чего в природе они не встречаются.
Марганец принадлежит к распространённым элементам, составляя 0,03 % от общего числа атомов земной коры. Небольшие количества марганца содержат многие горные породы. Вместе с тем, встречаются и скопления его кислородных соединений, главным образом в виде минерала пиролюзита MnO2. Ежегодная мировая добыча марганцовых руд составляет около 5 млн т.
Чистый марганец можно получить электролизом растворов его солей. Около 90 % всей добычи марганца потребляется при изготовлении различных сплавов на основе железа. Поэтому из руд обычно выплавляют прямо его высокопроцентный сплав с железом — ферромарганец (60-90 % Мn), которым затем и пользуются для введения марганца в другие сплавы. Выплавку ферромарганца из смеси марганцовых и железных руд ведут в электрических печах, причём марганец восстанавливается углеродом по реакции:
{\displaystyle \mathrm {MnO_{2}+2\ C\longrightarrow 2\ CO+\ Mn} }
Технеций в земной коре не содержится. Очень малые его количества были получены искусственно, причём было установлено, что по химическим свойствам он гораздо ближе к рению, чем к марганцу. Однако детальное изучение элемента и его соединений пока не осуществлено.
Содержание рения в земной коре весьма мало (9⋅10−9 %). Элемент этот является чрезвычайно распылённым: даже наиболее богатые рением минералы (молибдениты) содержат его в количествах, обычно не превышающих 0,002 % по весу. Сколько-нибудь широкого использования рений и его производные пока не находят. Тем не менее, в 2007 г. мировое производство рения составило около 45 тонн. Он также является химически активным элементом.

## Фотографии

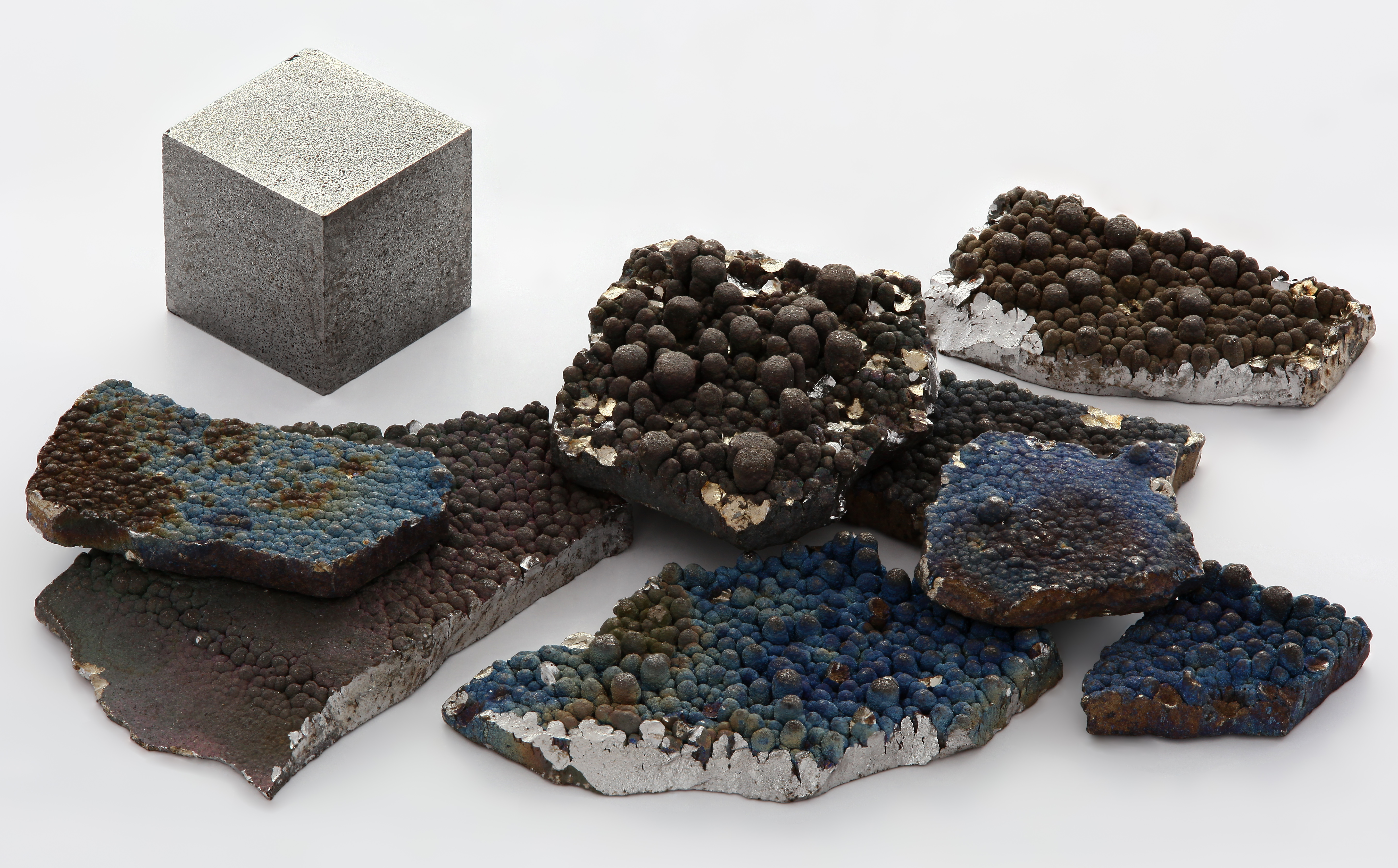
Кусочки марганца
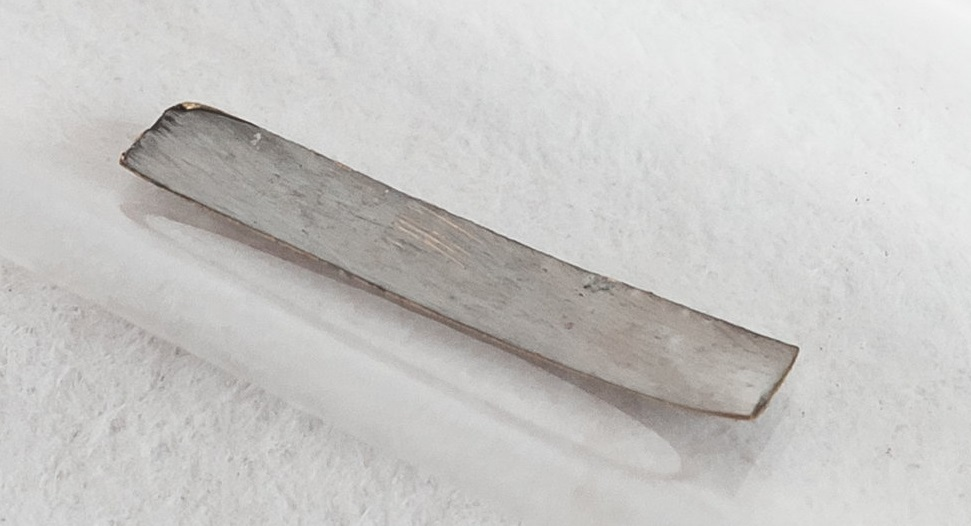
Технеций — серебристо-белый радиоактивный металл
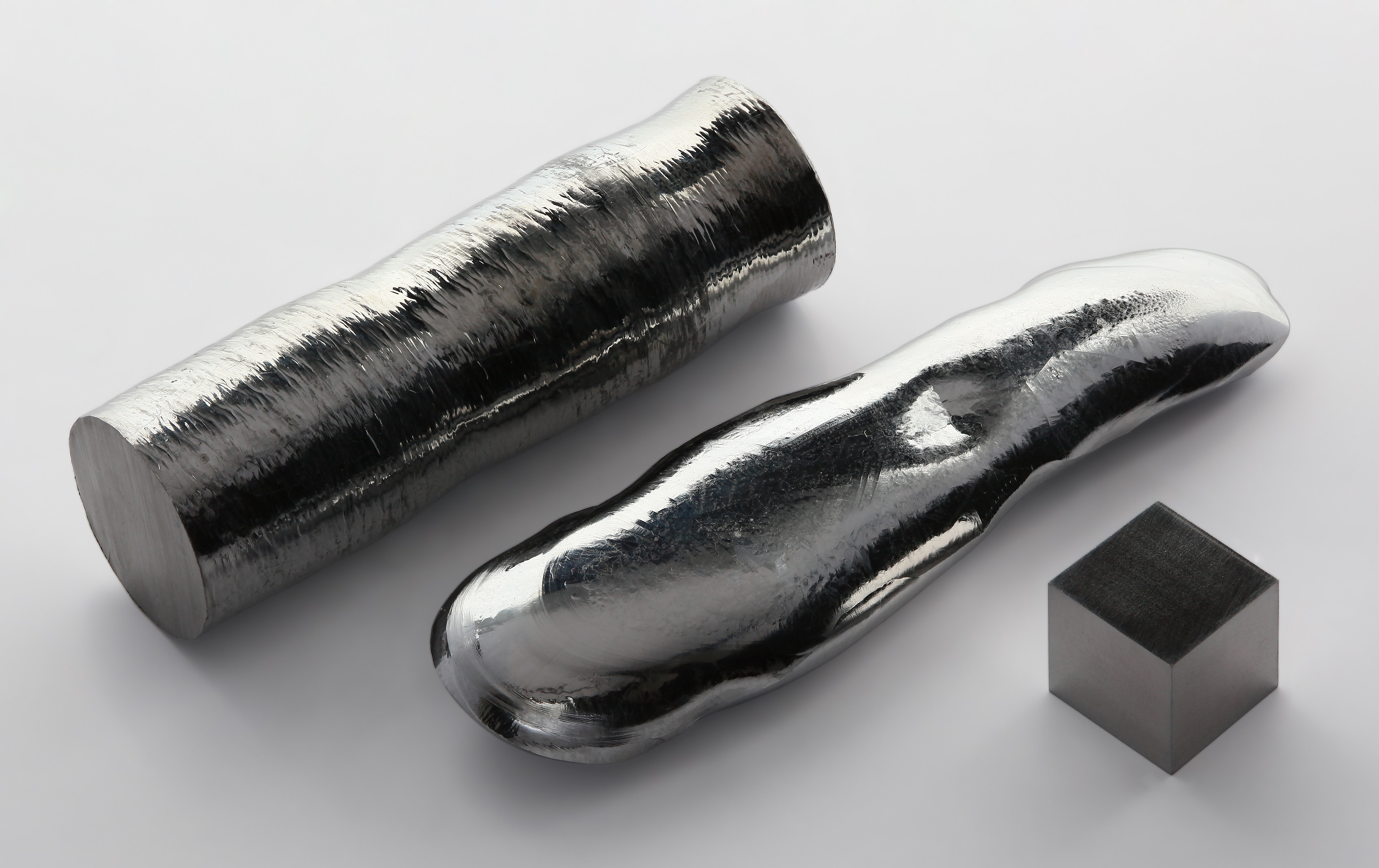
Слитки рения